# Kandraspis euphorbiae
Kandraspis euphorbiae är en insektsart som beskrevs av Mamet 1959. Kandraspis euphorbiae ingår i släktet Kandraspis och familjen pansarsköldlöss.
Artens utbredningsområde är Madagaskar. Inga underarter finns listade i Catalogue of Life.